# Alto Araguaia (tiểu vùng)
Alto Araguaia là một tiểu vùng thuộc bang Mato Grosso, Brasil. Tiều vùng này có diện tích 10593 km², dân số năm 2007 là 24117 người.